# Bouda (Adrar)
Pour les articles homonymes, voir Bouda.
Bouda est une commune de la wilaya d'Adrar en Algérie.

## Géographie

### Situation
Le territoire de la commune se situe au centre-ouest de la wilaya d'Adrar. Le chef-lieu de la commune est situé à 27 km à vol d'oiseau au nord-ouest d'Adrar.
|                              | Sebaa             |       |
| Tabelbala (wilaya de Béchar) | Bouda             | Adrar |
|                              | Ouled Ahmed Tammi |       |

### Localités de la commune
En 1984, la commune de Bouda est constituée à partir des localités suivantes :
- Akhalla
- Ben Draou
- Beni Oiazel
- Benillou
- El Ghomara
- El Mansour
- Gherm Ali
- Kessiba
- Laamaryine
- Zaouit El Cheikh
- Zaouit Sidi Haïda

## Santé
Cette commune abrite .. salles de soins, yy polycliniques et zz maternités qui relèvent de la Direction de la Santé et de la Population (DSP) de la wilaya d'Adrar ainsi que du Ministère de la Santé, de la Population et de la Réforme hospitalière.
Les consultations spécialisées ainsi que les hospitalisations des habitants de cette commune se font dans l'un des hôpitaux de la wilaya d'Adrar:
- Hôpital Ibn Sina d'Adrar[4].
- Hôpital Mohamed Hachemi de Timimoun[5].
- Hôpital de Reggane.
- Hôpital Noureddine Sahraoui d'Aoulef[6].
- Hôpital de Bordj Badji Mokhtar[7].
- Hôpital de Zaouiet Kounta.
- Pôle hospitalier de Tililane[8].
  - Hôpital général de 240 lits[9].
  - Hôpital gériatrique de 120 lits.
  - Hôpital psychiatrique de 120 lits.
  - Centre anti-cancer de 120 lits.

### Salles de soins
Cette commune chapeaute .. salles de soins sur un total de 171 salles de soins que compte la wilaya d'Adrar.
Ces salles de soins sont érigées dans la banlieue de cette commune pour accueillir les citoyens.
- Salle de soins de: Ksar -----.
- Salle de soins de: Ksar -----.

### Polycliniques
Cette commune chapeaute .. polycliniques sur un total de 29 polycliniques que compte la wilaya d'Adrar.
- Polyclinique de: Ksar -----.
- Polyclinique de: Ksar -----.

### Maternités
Cette commune chapeaute .. maternités sur un total de yy maternités que compte la wilaya d'Adrar.
- Maternité de: Ksar -----.
- Maternité de: Ksar -----.

## Patrimoine
En août 2021, un incendie détruit des manuscrits anciens dans la bibliothèque  Moulay Al-Abbas Al-Ragani.

## Personnalités liées à la commune
Les personnes originaires de cette commune étaient appelées par ce nom à l'époque coloniale française. (ex : Abdelkrim BOUDA, franco-algérien résidant à Montpellier.)